# Барцевич, Владимир Петрович
Влади́мир Петро́вич Барце́вич (1887—1920) — полковник Генерального штаба, участник Первой мировой войны и Белого движения.

## Биография
Православный. Из потомственных почетных граждан.
Среднее образование получил в Александровском реальном училище в Могилеве. В 1907 году окончил Киевское военное училище, из которого был выпущен подпоручиком в 16-й саперный батальон. По окончании Николаевской военной академии по 1-му разряду в 1913 году, был прикомандирован к 3-му Туркестанскому стрелковому полку на полтора года для командования ротой.
Чины: поручик (1910), штабс-капитан (1914), капитан (1916), подполковник (1917), полковник (15.8.1917).
В Первую мировую войну вступил в должности обер-офицера для поручений при штабе 1-го Туркестанского армейского корпуса. 18 июня 1915 года назначен старшим адъютантом штаба 24-й пехотной дивизии, а 2 ноября 1916 года — помощником старшего адъютанта отделения генерал-квартирмейстера штаба 1-й армии. Затем был назначен и. д. штаб-офицера для поручений при штабе 21-го армейского корпуса, а в 1917 году произведен в подполковники с утверждением в должности. 23 ноября 1917 года назначен и. д. начальника штаба 135-й пехотной дивизии.
19 февраля 1918 года вступил в Добровольческую армию. Участвовал в 1-м Кубанском походе в составе разведывательного отдела штаба армии. Затем был начальником отдела формирований штаба армии. После взятия Киева Добровольческой армией был назначен командиром Государственной стражи города Киева. На декабрь 1919 года — начальник штаба 4-й конной дивизии Донской армии. В Русской армии входил в ближайшее окружение барона Врангеля. В июле 1920 года был направлен в Киев с правами командующего армией для организации подпольной работы, руководил местным отделением секретной организации «Азбука» (псевдоним «Фита»). После раскрытия организации органами ЧК был арестован и расстрелян.

## Награды
- Орден Святого Станислава 3-й ст. «за отличные успехи в науках» (ВП 8.05.1913)
- Орден Святой Анны 4-й ст. с надписью «за храбрость» (ВП 7.03.1915)
- Орден Святой Анны 3-й ст. (ВП 22.07.1915)
- Орден Святого Станислава 2-й ст. с мечами (ВП 7.01.1917)
- мечи и бант к ордену Св. Станислава 3-й ст. (ПАФ 4.02.1917)